# Roman Ivanovics Karaszjuk
Roman Ivanovics Karaszjuk (ukránul: Карасюк Роман Іванович; Volodymyr-Volynskyi, 1991. március 27. –) ukrán utánpótlás-válogatott labdarúgó, a Michalovce játékosa.

## Pályafutása

### Klubcsapatokban
Karaszjuk az ukrán FK Voliny Luck csapatánál kezdte pályafutását. 2018 nyarán szerződtette őt a magyar élvonalbeli Kisvárda FC együttese.

### Válogatottban
Karaszjuk 2010-ben tagja volt az ukrán U19-es válogatottnak, melynek színeiben két mérkőzésen lépett pályára.